# 209P/LINEAR
209P/LINEAR, komet Jupiterove obitelji, objekt blizu Zemlji
LINEAR ga je otkrio 3. veljače 2004. i prvo su ga uočili bez repa kao što ga ima komet, te je imenovan 2004 CB kao asteroid. No ožujka 2004. godine Robert H. McNaught uočio je rep čime je potvrdio da se radi o kometu. Stalna brojčana oznaka 209P dana mu je 12. prosinca 2008. nakon što je uočen po drugi put. Slike predotkrića kometa koje datiraju iz prosinca 2003. pronađene su tek 2009. godine.